# 임미향
임미향(1984년 8월 12일 ~ )은 대한민국의 모델이다. 동덕여자대학교 대학원 재학 중이며 소속사는 스타팩토리이다.

## 경력
- 루릭 코리아 (2010), CGV, 베이직 하우스